# جزر كريه الرائحة
جزر كريه الرائحة (الاسم العلمي:Daucus foetidus) هو نوع غير مؤكد من النباتات يتبع جنس الجزر من الفصيلة الخيمية.